# Sankt Knuts kyrka, Lund
Sankt Knuts kyrka är en kyrkobyggnad i Lund tillhörande Lunds östra stadsförsamling i Lunds stift. 

## Kyrkobyggnaden
Kyrkan ligger i Linero Centrum och är en stadsdelskyrka för området Linero. Den är namngiven efter kung Knut den helige, som på 1080-talet skänkte stora jordegendomar till Lunds domkyrka. Eftersom många gator i området bär namn som anknyter till vikingatiden, så fick även kyrkan ett sådant namn.
Kyrkan byggdes 1972–1973 och invigdes på Palmsöndagen den 15 april 1973. Arkitekt för kyrkan var Sten Samuelson Arkitektkontor AB i Lund. Byggnaden har en stomme av kalksandsten och ett 13 meter högt lutande plåttak.

## Interiör
- Sten Samuelson har även utformat altaret, predikstolen och dopfunten.
- 1975 tillkom utsmyckningen av fönstret ut mot vinterträdgården. Den utfördes av keramikern Gabi Citron Tengborg, Lund. Materialet är olika stengodsleror. Samma konstnär har även gjort ljusstakarna på altaret och krukorna i koret.
- Tavlan på norra väggen är utförd av konstnären Elli Hemberg 1938. Den har som motiv Jesu möte med några lärjungar vid Tiberias sjö efter uppståndelsen. Den var ett tävlingsförslag som konstnären lämnade till utsmyckningen av Skogskyrkogårdens kapell i Stockholm. Den hänger i kyrkan på deposition från Skissernas museum i Lund.
- På södra gaveln hänger ett klockspel som inköptes från Ystads klockgjuteri 1980.
- Kyrkan har en ikon föreställande Knut den helige sittande till häst. Den är utförd av ikonmålaren Kjellaug Nordsjö.

### Orgel
- 1974 flyttades en orgel hit från Lunds domkyrka. Den var byggd 1958 av A. Mårtenssons Orgelfabrik AB, Lund och hade 6 stämmor.
- Den nuvarande orgeln byggdes 1988 av A. Mårtenssons Orgelfabrik AB, Lund och är en mekanisk orgel. Orgeln har ny fasad.

| Manual                | Pedal   | Koppel  |
| Borduna 16´           | Bihängd | Man/Ped |
| Rörflöjt 8'           |         |         |
| Principal 4'          |         |         |
| Koppelflöjt 4'        |         |         |
| Waldflöjt 2'          |         |         |
| Kvartian 2 chor B     |         |         |
| Sesquialtera 2 chor D |         |         |
| Crescendosvällare     |         |         |

### Webbkällor
- Lunds östra stadsförsamling
- Pilgrimsvägen
- anläggningspresentation
- Wikimedia Commons har media som rör Sankt Knuts kyrka, Lund.